# Corona spicea
De corona spicea is een type krans van korenaren dat beschouwd wordt als de oudste soort krans gedragen door Romeinse priesters en hun offerdieren.
Deze krans was gewijd aan de godin Ceres. Het was gebruikelijk de krans voor haar tempel op te hangen. De corona spicea behoorde - samen met de infulae albae - in het bijzonder tot de uitdossing van de Fratres Arvales. De corona spicea werd bovendien beschouwd als een symbool van vrede, zoals ook blijkt uit munten geslagen door Decimus Iunius Brutus Albinus na het beëindigen van diens strijd met Marcus Antonius. De corona spicea wordt ook vaak aangetroffen op de hoofden van vrouwen van de domus Augusta, zoals Livia, Antonia en Agrippina maior en minor. Vooral Agrippina minor zou vaak worden aangetroffen met corona spicea.

## Referentie
- W. Smith, art. corona, in W. Smith (ed.), A Dictionary of Greek and Roman Antiquities, Londen, 1890, p. 549.